# Цинман Аркадій Михайлович
Цинман Аркадій Михайлович (1909—1985) — російський актор.
Народився 1 березня 1909 р. Помер 1985 р. Закінчив Школу-студію МХАТу (1936). Працював у кіно з 1944 р. (кінокартини: «Сини», «Старовинний водевіль», «Фома Гордєєв» та ін.).
Знявся у фільмах І. Савченка «Третій удар» (1948, генерал Секст) та О. Довженка «Мічурін» (1949, справник).